# اندی سلوا
اندی سلوا (به انگلیسی: Andy Selva؛ زادهٔ ۲۳ مهٔ ۱۹۷۶) بازیکن فوتبال اهل ایتالیا است.
از باشگاه‌هایی که در آن بازی کرده‌است می‌توان به باشگاه فوتبال هلاس ورونا، باشگاه فوتبال پادوا، باشگاه فوتبال لاتینا، باشگاه فوتبال ساسولو، و باشگاه فوتبال اسپال اشاره کرد.
وی همچنین در تیم‌های ملی فوتبال زیر ۲۱ سال سان مارینو و سان مارینو بازی کرده‌است.